# Лисса Драк
Лисса Драк — суперзлодейка комиксов издательства DC Comics. Впервые появилась в Green Lantern vol. 4 # 18 (май 2007 г.), она была создана Джеффом Джонсом и Дэйвом Гиббонсом.

## Вымышленная биография
Лисса Драк родом с Талока IV, одного из трёх обитаемых миров в звёздной системе Талокиан в секторе 3500, откуда родом Лидея Маллор (Талок VIII), Лирисса Маллор (Талок VIII),  Шедоу Ласс (Талок VIII) и Микаал Томас (Талок III). Она является хранителем Книги Параллакса, в которой записана история Корпуса Синестро, и обучает его членов. Кроме того, Синестро привязал её к книге с помощью жёлтых энергетических цепей.
В Войне Корпуса Синестро Зеленые Фонари Джон Стюарт и Гай Гарднер попадают в плен, и Лиссе поручено следить за их пленением. Хэл Джордан, Томар-Ту и Граф Торен спасают их обоих, побеждают Лиссу Драк и заключают её в тюрьму на Оа. Позже Лисса сбегает, но Страж Шрам заключает ее в Книгу Черноты.
После смерти Шрама Крона освобождает Лиссу из Книги. Чувствуя себя преданной и брошенной своими товарищами по корпусу после событий Темнейшей ночи, Лисса дезертирует из Корпуса Синестро и становится хранительницей Книги Черноты. Она запирает Синестро, Кэрол Феррис, Атроцитуса, Ларфлиза, Святого Уокера и Индиго-1 внутри книги, но они объединяют свою энергию, чтобы остановить ее, создавая взрыв радужной энергии, который заставляет Книгу исчезнуть.
После сюжетной линии Войны Зеленых Фонарей Синестро воссоединяется с Корпусом Зеленых Фонарей и сообщает Лиссе о плане Стражей заменить Корпус «Третьей армией». Позже оба возвращаются в Корпус Синестро.

## Силы и способности
Как член Корпуса Синестро, Лисса обладает жёлтым кольцом силы, которое позволяет его владельцу создавать конструкции в форме любых объектов, которые может себе представить его носитель. Кольца силы также обеспечивают полет, силовые поля и связь. Кроме того, она опытный боец и выживальщик, а также быстро учится.

## Вне комиксов

### Кино
- Лисса Драк появляется в «Зелёный Фонарь: Изумрудные рыцари» в эпизоде без слов.
- Лисса Драк появляется в «Зелёный Фонарь: Берегись моей силы», озвученная Марой Жюно[16][17].

Видеоигры
- Лисса Драк появляется в игре «DC Universe Online», персонаж озвучена Бетани Роудс.
- Лисса Драк появляется как призываемый персонаж в «Scribblenauts Unmasked: A DC Comics Adventure»[18].

## Внешние ссылки
- DCU Guide: Lyssa Drak
- Wizard Article on the members of the Sinestro Corps
- Newsarama Tapping in to Evil: Ethan Van Sciver on Sinestro Corps